# Tavoliere delle Puglie (vino)
Il Tavoliere delle Puglie, o Tavoliere, è un vino DOC la cui produzione è consentita nelle province di Foggia e Barletta-Andria-Trani.

## Zona di produzione
La zona di produzione comprende tutto il territorio amministrativo dei comuni di Apricena, Ascoli Satriano, Bovino, Cerignola, Foggia, Lucera, Manfredonia, Ordona, Orsara di Puglia, Orta Nova, Torremaggiore, Troia, San Paolo di Civitate, San Severo, Stornara e Stornarella nella provincia di Foggia, e dei comuni di Barletta, San Ferdinando di Puglia e Trinitapoli nella provincia di Barletta-Andria-Trani.
I vini con tale denominazione sono prodotti utilizzando principalmente il vitigno autoctono Uva di Troia, il quale deve costituire almeno il 65% per il Tavoliere Rosso e il Tavoliere Rosato, e almeno il 90% per i vini etichettati come Tavoliere Nero di Troia. La percentuale residua consente l'uso di uve provenienti da altri vitigni a bacca nera, non aromatici, coltivabili nella regione Puglia per la zona di produzione omogenea Capitanata e Murgia Centrale.

## Produzione
I vini Rosso Riserva e Nero di Troia Riserva devono subire un periodo obbligatorio di invecchiamento di almeno due anni prima di essere immessi sul mercato, di cui almeno 8 mesi in botti di rovere, a partire dal 1º novembre dell'annata di produzione delle uve.

## Descrizione
Nel calice, i vini ottenuti si distinguono per il loro colore rosso rubino intenso con riflessi violacei profondi. Al palato si manifestano come vini secchi, alcolici e moderatamente acidi, caratterizzati da aromi di bacche nere, viole e liquirizia, accompagnati da profumi fruttati, speziati, a volte erbacei.